# NGC 6275
NGC 6275 é uma galáxia  localizada na direcção da constelação de Draco. Possui uma declinação de +63° 14' 34" e uma ascensão recta de 16 horas, 55 minutos e 33,6 segundos.
A galáxia NGC 6275 foi descoberta em 5 de Agosto de 1886 por Lewis A. Swift.